# Sovvertimento dei sensi
Sovvertimento dei sensi (Verwirrung der Gefühle. Verwirrung der Gefühle. Drei Novellen) è una raccolta di racconti dello scrittore austriaco Stefan Zweig, pubblicata nel 1927.

## Racconti
La raccolta comprende tre racconti:
- Sovvertimento dei sensi (Verwirrung der Gefühle) è un racconto in prima persona di un professore a cui è stato dedicato dai suoi allievi, per il suo sessantesimo compleanno, un Festschrift nel quale è esposta la sua carriera. Il professore si accorge che da quel racconto della sua vita manca un elemento, un incontro molto importante che era diventato un suo segreto inconfessato. Questo personaggio dimenticato era un docente di letteratura inglese, oratore affascinante e che teneva segreta la propria omosessualità, con la cui moglie il professore aveva avuto un fugace rapporto.
- Tramonto d'un cuore (Untergang eines Herzens), ha come protagonista un vecchio ebreo che ha fatto dal nulla la propria fortuna. Egli si trova in villeggiatura a Gardone con moglie e figlia, entrambe abituate al lusso e vergognose della sua incapacità a vivere in società; per caso scopre che la figlia si intrattiene la notte con un uomo (non identificato) e questo dolore lo ferirà al punto da astrarsi dal mondo e lasciarsi morire.
- Ventiquattr'ore della vita di una donna (Vierundzwanzig Stunden aus dem Leben einer Frau), ambientata in Riviera, racchiude la confessione di un'anziana signora inglese che rivela a un giovane conosciuto nel suo stesso albergo, la passione che l'ha divorata ventiquattro anni prima, per un ragazzo conosciuto a Monte Carlo ai tavoli del casinò, per il quale era pronta a rinunciare a tutto mentr'egli non era stato in grado di abbandonare il vizio del gioco.

## Edizioni
- Stefan Zweig, Verwirrung der Gefühle, Leipzig, Insel-Verlag, 1927, 274 S.
- Stefan Zweig, Sovvertimento dei sensi; traduzione dal tedesco autorizzata dall'autore di Berta Burgio Ahrens, Milano, Corbaccio, 1931, 286 p.